# Waldhouse
Waldhouse (deutsch Waldhausen) ist eine französische Gemeinde mit 350 Einwohnern (Stand 1. Januar 2022) im Département Moselle in der Region Grand Est (bis 2015 Lothringen). Sie gehört zum Arrondissement Sarreguemines und zum Kanton Bitche.

## Geografie
Waldhouse liegt in den Nordvogesen, zwölf Kilometer nördlich von Bitsch und wenige Kilometer südlich der Grenze zur Pfalz, beiderseits des Hornbachs, der hier einen weiten Bogen bildet. Auf Waldhouser Gemarkung mündet von rechts die Trualbe in den Hornbach ein.

## Geschichte
Gallorömische Funde künden von einer sehr frühen Besiedelung.
Waldhusse wurde erstmals 1257 erwähnt. Der Ort gehörte von Anfang an zu Zweibrücken-Bitsch.
Kirchlich war Waldhouse immer Walschbronn zugeordnet.
Von 1790 bis 1801 gehörte Waldhouse politisch zum nicht mehr bestehenden Kanton Breidenbach, danach von 1801 bis 2015 zum auch nicht mehr bestehenden Kanton Volmunster und seither zum Kanton Bitche.
Der Ortsteil Dorst wurde Anfang des 18. Jahrhunderts von Mennoniten gegründet, die die Herrschaft von Zweibrücken-Bitsch in der Schweiz angeworben hatte. Die Mennoniten wurden damals wegen ihrer Kenntnisse in der Landwirtschaft in verschiedenen südwestdeutschen Gebieten angesiedelt.

### Wappen
Das Gemeindewappen ist „redend“ (silbernes Haus auf grünem Grund = Waldhaus). Der Löwe ist das Emblem der Grafschaft Bitsch, zu der Waldhouse im Mittelalter gehörte.

### Bevölkerungsentwicklung
| Jahr      | 1962 | 1968 | 1975 | 1982 | 1990 | 1999 | 2007 | 2019 |
| Einwohner | 326  | 362  | 352  | 310  | 344  | 381  | 386  | 405  |

## Sehenswürdigkeiten

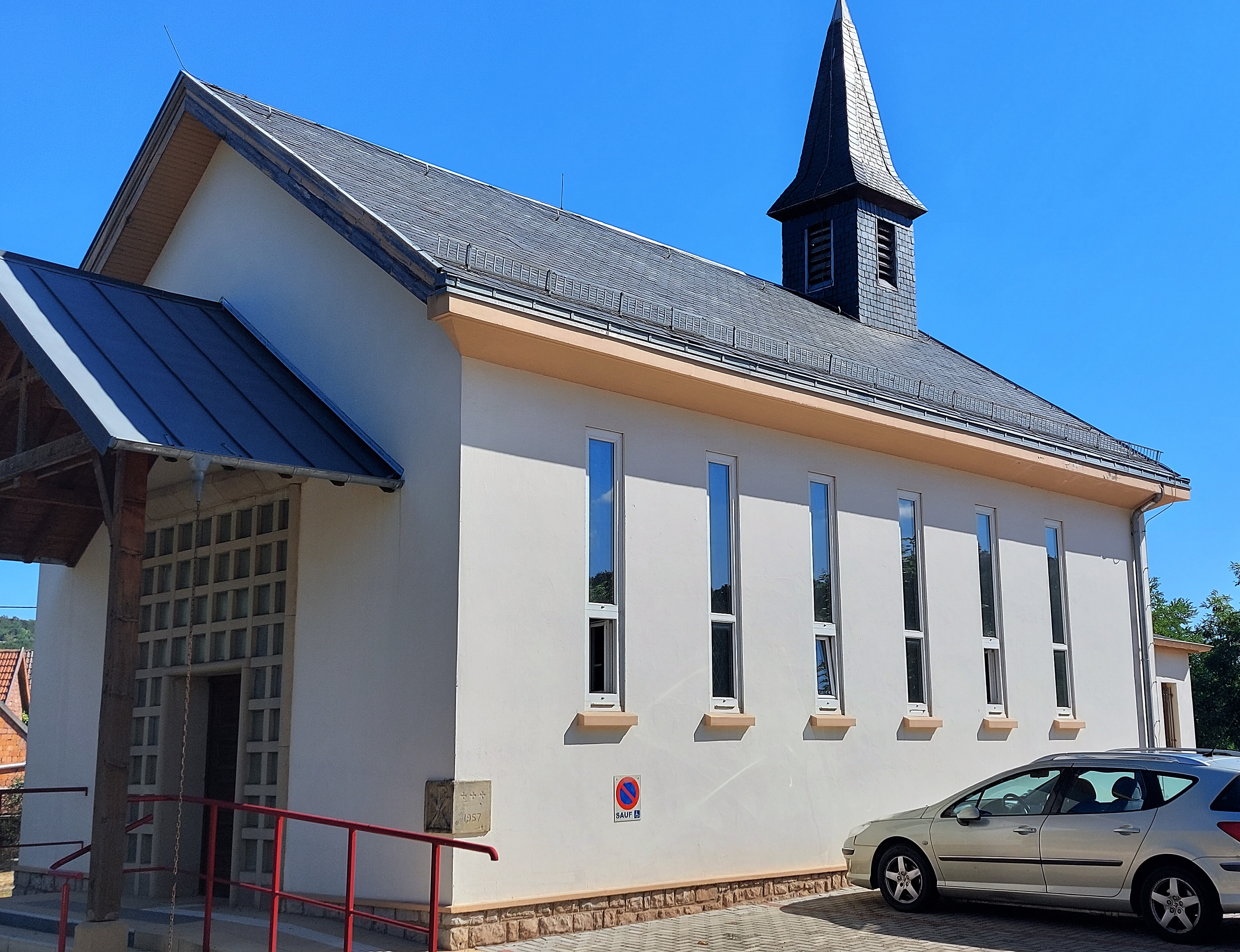
Kapelle St. Pius X.
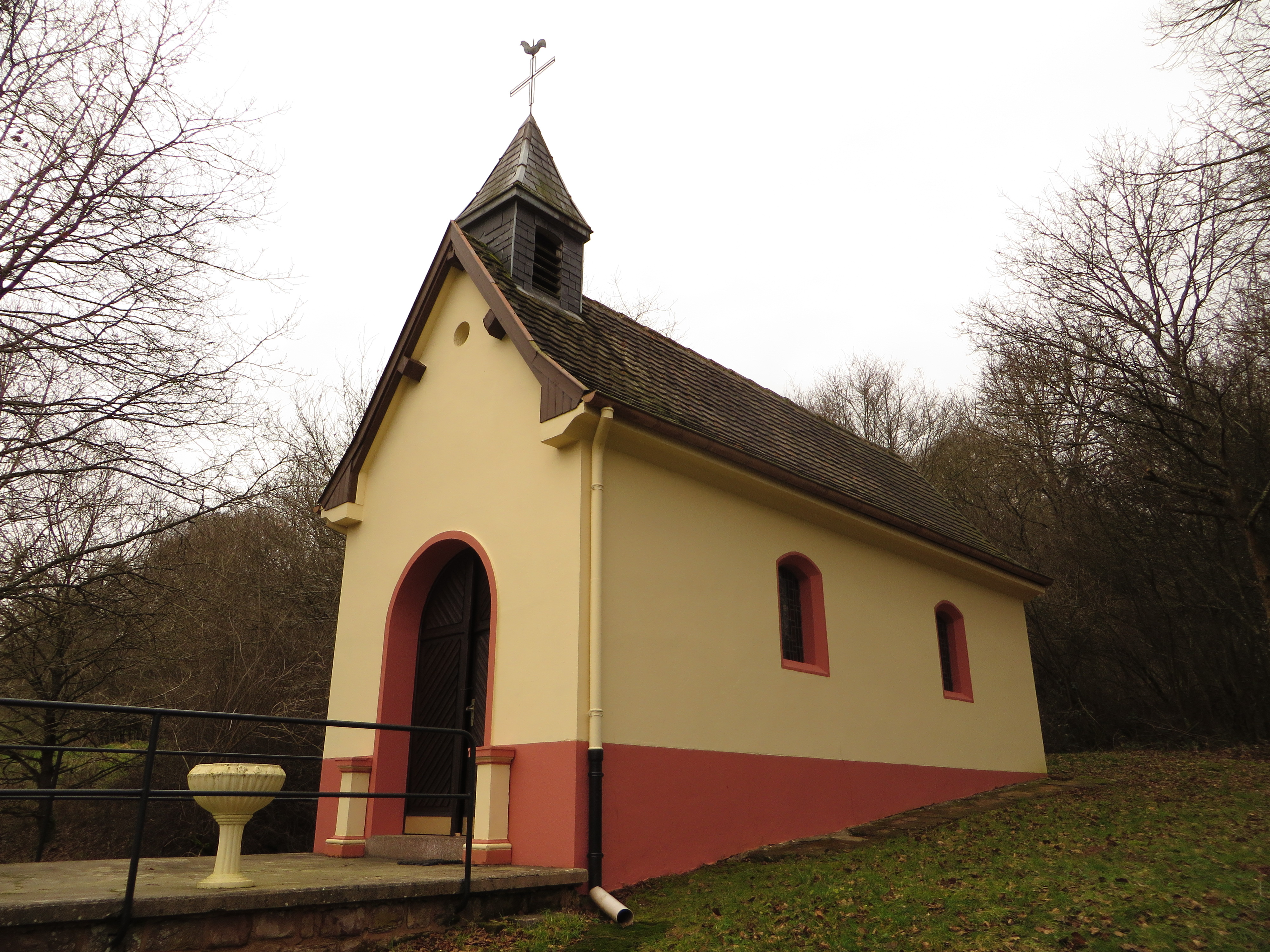
Kapelle Notre-Dame-de-la-Salette im Ortsteil Dorst
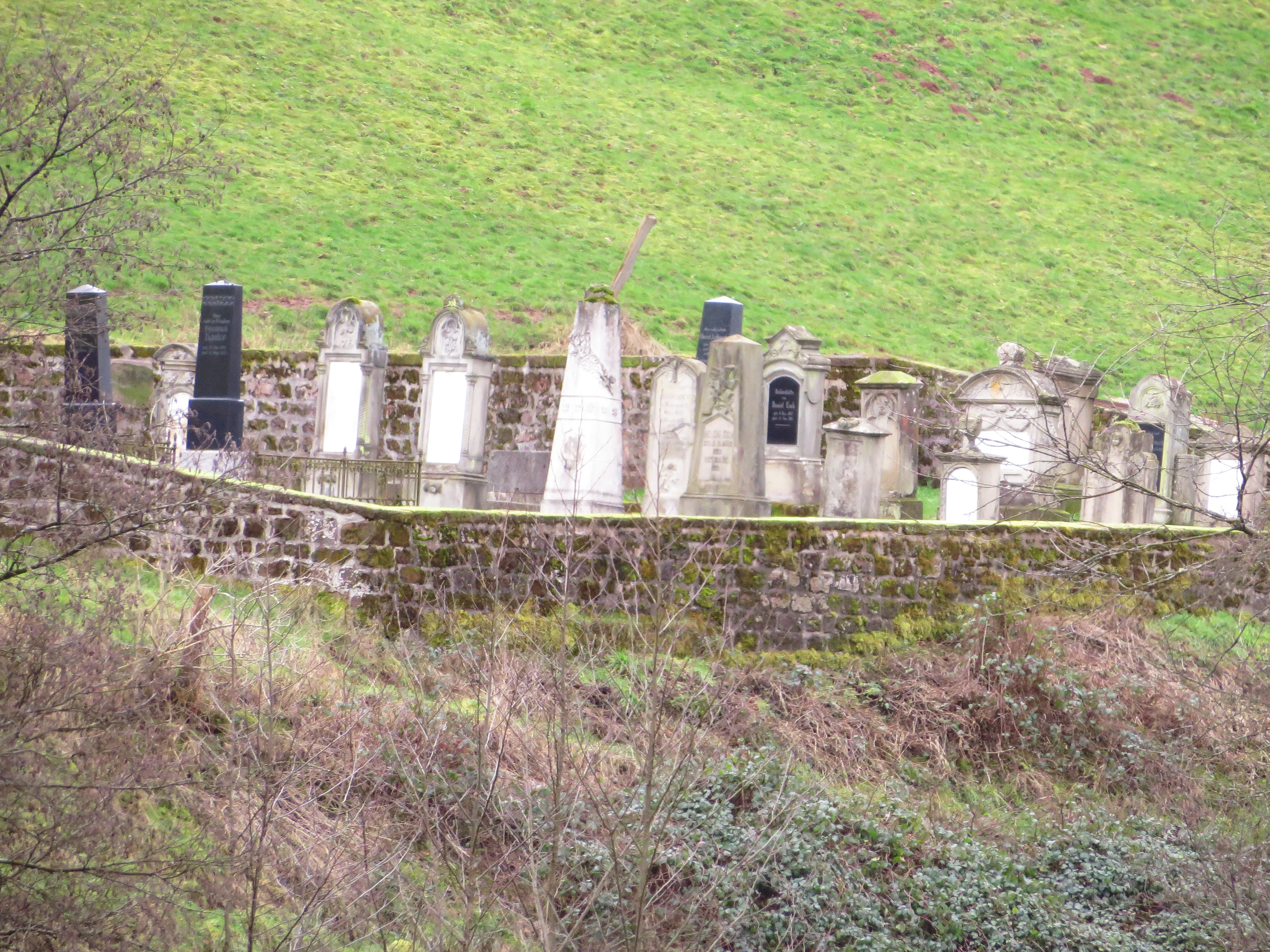
Mennonitischer Friedhof

## Restaurant
Im weiteren Umfeld bekannt ist die Gaststätte „Auberge Lorraine“, genannt Emez.

## Belege
1. ↑  Wappenbeschreibung auf genealogie-lorraine.fr (französisch)